# Piper minasarum
Piper minasarum là một loài thực vật có hoa trong họ Hồ tiêu. Loài này được Steyerm. miêu tả khoa học lần đầu tiên vào năm 1984.